# Makkarasaari (ö i Mellersta Finland)
Makkarasaari är en ö i Finland. Den ligger i sjön Iso-Tehlo och i kommunen Urais i den ekonomiska regionen  Jyväskylä ekonomiska region  och landskapet Mellersta Finland, i den centrala delen av landet, 260 km norr om huvudstaden Helsingfors. Öns area är 0,7 hektar och dess största längd är 140 meter i öst-västlig riktning.